# Kemalettin Şentürk
Kemalettin Şentürk (* 9. Februar 1970 in Artvin) ist ein ehemaliger türkischer Fußballspieler und -trainer.

## Spielerkarriere
Kemalettin Şentürks Karriere begann in der Saison 1988/89 beim damaligen Erstligisten Çaykur Rizespor. Die Mannschaft stieg in dieser Saison in die 2. Liga ab, er selbst kam viermal zum Einsatz. Şentürk verbrachte insgesamt drei Jahre in Rize. Der Aufstieg mit dem Klub gelang nicht. Zur Saison 1991/92 ging er in die Hauptstadt zu Gençlerbirliği Ankara. Dort wurde er sofort zum Stammspieler. Nach zwei Jahren in Ankara wurde Şentürk vom Traditionsverein Fenerbahçe Istanbul verpflichtet.
Bei Fenerbahçe Istanbul war er neun Jahre unter Vertrag. In dieser Zeit spielte er für den Klub in 156 Ligaspielen und erzielte dabei 21 Tore. Seinen ersten und einzigen türkischen Meistertitel gewann er dort in der Saison 1995/96. Während der Rückrunde der Saison 1998/99 ging er auf Leihbasis zu MKE Ankaragücü. Zu Beginn der Saison 2000/01 wurde der Mittelfeldspieler an Diyarbakırspor verliehen.
Im Sommer 2002 verließ Şentürk Fenerbahçe Istanbul endgültig. Danach spielte er für kurze Zeit für Antalyaspor, Kahramanmaraşspor, Osmaniyespor, Kütahyaspor, Mustafa Kemalpaşaspor und MKE Kırıkkalespor. Im Jahr 2006 beendete Kemalettin Şentürk seine Karriere.
Für die Türkei spielte Şentürk zwischen 1995 und 1996 fünfmal und erzielte ein Tor.

## Trainerkarriere
Şentürk wurde in der Saison 2008/09 bei Hacettepespor Co-Trainer von Ergün Penbe. Er folgte Penbe weiterhin als Co-Trainer unter anderem zu Mersin İdman Yurdu, Kartalspor und Kayseri Erciyesspor. Nach der Saison 2010/11 verließ Ergün Penbe Kayseri und Kemalettin Şentürk ebenfalls. Nachdem Fikret Yılmaz am 26. Dezember 2011 bei Kayseri Erciyesspor gekündigt hatte, übernahm Şentürk die Mannschaft. Er unterschrieb für den Rest der Saison 2011/12. Der Aufstieg in die Süper Lig gelang nicht und eine Vertragsverlängerung wurde ihm nicht angeboten.

## Erfolge

### Als Spieler
Fenerbahçe Istanbul
- Türkischer Fußballmeister: 1996
- Atatürk-Pokal: 1998